# Liste der Monuments historiques in Vanvillé
Die Liste der Monuments historiques in Vanvillé führt die Monuments historiques in der französischen Gemeinde Vanvillé auf.

## Liste der Bauwerke
| Bezeichnung             | Beschreibung    | Standort                       | Kennzeichnung | Schutzstatus | Datum | Bild           |
| ----------------------- | --------------- | ------------------------------ | ------------- | ------------ | ----- | -------------- |
| Borne fleurdelysée n°36 | 19. Jahrhundert | Route départementale 19 (Lage) | PA00087304    | Classé       | 1964  | weitere Bilder |

## Liste der Objekte
| Bezeichnung | Beschreibung                                              | Standort | Kennzeichnung | Schutzstatus | Datum | Bild |
| ----------- | --------------------------------------------------------- | -------- | ------------- | ------------ | ----- | ---- |
| Lesepult    | Holz, 15. Jahrhundert; in der Kirche St-Léonard           | (Lage)   | PM77001763    | Classé       | 1908  |      |
| Taufbecken  | Stein und Holz, 18. Jahrhundert; in der Kirche St-Léonard | (Lage)   | PM77004901    | Inscrit      | 2007  |      |